# Yucca necopina
Yucca necopina là một loài thực vật có hoa trong họ Măng tây. Loài này được Shinners miêu tả khoa học đầu tiên năm 1958.